# Szilárd Németh
Pour les articles homonymes, voir Németh.
Szilárd Németh est un footballeur international slovaque né le 8 août 1977 à Komárno. Avec 22 buts, il est le troisième meilleur buteur de l'histoire de la sélection slovaque derrière Róbert Vittek.

## Carrière
- 1994-1997 : Slovan Bratislava  Slovaquie
- 1997 : Sparta Prague  Tchéquie
- 1998-1999 : FC Košice  Slovaquie
- 1999-2001 : Inter Bratislava  Slovaquie
- 2001-2006 : Middlesbrough FC  Angleterre
  - 2006 : RC Strasbourg  France (prêt)
- 2006-2010 : Alemannia Aix-la-Chapelle  Allemagne

## Palmarès
- Avec le Slovan Bratislava
  - Champion de Slovaquie en 1995 et 1996
  - Vainqueur de la Coupe de Slovaquie en 1997
  - Vainqueur de la Supercoupe de Slovaquie en 1996
- Avec le Sparta Prague
  - Champion de République tchèque en 1998
- Avec le FC Košice
  - Champion de Slovaquie en 1998
- Avec l'Inter Bratislava
  - Champion de Slovaquie en 2000 et 2001
  - Vainqueur de la Coupe de Slovaquie en 2000 et 2001

## Distinctions personnelles
- Meilleur buteur du Championnat de Slovaquie en 2000 (16 buts) et 2001
- Élu Meilleur footballeur slovaque de l'année en 2000

## Sélections
- 59 matches et 22 buts avec la  Slovaquie entre 1996 et 2006.